# This Wheel's on Fire
«This Wheel's on Fire» es una canción compuesta por Bob Dylan y Rick Danko y publicada en el álbum debut del grupo canadiense The Band, Music from Big Pink, en 1968. 
En 1968, una versión interpretada por Julie Driscoll con Brian Auger y The Trinity alcanzó el puesto 5 en las listas de sencillos del Reino Unido. Con el uso de un sonido distorsionado y de unos extravagantes vestidos, la versión de "This Wheel's on Fire" se convirtió en un representante de la era psicodélica de la música británica. Driscoll volvería a grabar nuevamente la canción a comienzos de los años 90 con Adrian Edmondson como tema de cabecera de la serie de la BBC Absolutely Fabulous.
En 1987, la canción fue versionada por la banda británica Siouxsie And The Banshees para su álbum de versiones Through the Looking Glass. Publicada como primer sencillo del álbum, la canción alcanzó el puesto 14 en las listas británicas.

## Personal
- Rick Danko: bajo y voz
- Levon Helm: batería y coros
- Garth Hudson: órgano y clavinet
- Richard Manuel: piano y coros
- Robbie Robertson: guitarra eléctrica

## Versiones
Otros artistas que han versionado "This Wheel's on Fire" incluyen a The Byrds, Hamilton Camp, Phil Lesh, Golden Earring, The Hollies, Ian and Sylvia, Les Fradkin, Leslie West, Serena Ryder, Guster, Kylie Minogue y Glen Hansard.